# Hiroshi Gamō
Hiroshi Gamō (ガモウひろし (Gamō Hiroshi?); Tokyo, 17 agosto 1962) è un fumettista giapponese, creatore dell'opera manga Tottemo! Luckyman e Boku wa Shōnen Tantei Dan; è inoltre sospettato di essere la persona dietro allo pseudonimo di Tsugumi Ōba, l'autore del manga Death Note.